# Gawriił Wasilenko
Gawriił Tarasowicz Wasilenko (ros. Гавриил Тарасович Василенко, ur. 10 października?/23 października 1910 we wsi Auły w guberni jekaterynosławskiej (obecnie obwód dniepropetrowski), zm. 3 czerwca 2004 w Moskwie) – radziecki wojskowy, generał porucznik, Bohater Związku Radzieckiego (1940).

## Życiorys
Urodził się w ukraińskiej rodzinie chłopskiej. Skończył 7 klas, w 1924 wstąpił do komuny im. Iljicza w rejonie wierchniednieprowskim, w 1925 skończył kursy traktorzystów przy stanicy maszynowo-traktorowej. Pracował jako traktorzysta i mechanik w stanicy maszynowo-traktorowej i jako ślusarz w zakładzie metalurgicznym im. Dzierżyńskiego oraz jako instruktor pracy wojskowej w Komitecie Miejskim Komsomołu w Dnieprodzierżyńsku. W lipcu 1932 został powołany do Armii Czerwonej, szkolił się w kijowskiej szkole wojskowej i w Zjednoczonej Białoruskiej Szkole Wojskowej im. Kalinina, po ukończeniu której w 1935 otrzymał stopień porucznika i został dowódcą plutonu i wkrótce pomocnikiem naczelnika szkoły pułkowej, następnie dowódcą kompanii i pomocnikiem szefa sztabu pułku. Później dowodził batalionem piechoty 11 pułku piechoty 4 Dywizji Piechoty im. Niemieckiego Proletariatu w Słucku. Uczestniczył w zajmowaniu przez ZSRR Zachodniej Białorusi, czyli agresji na Polskę we wrześniu 1939, a później w wojnie z Finlandią 1939–1940, był ciężko ranny w lutym 1940. Po wyleczeniu wrócił na front, 10 marca 1940 dowodzony przez niego batalion wyróżnił się w walkach nad rzeką Vuoksi. Po zakończeniu wojny studiował w Akademii Wojskowej im. Frunzego, we wrześniu 1941 został wyznaczony dowódcą brygady powietrznodesantowej, z którą od grudnia 1941 brał udział w wojnie z Niemcami na Froncie Zachodnim, a w marcu 1942 została skierowana na Front Północno-Zachodni.
20 marca 1942 został ciężko ranny i odesłany do szpitala. W sierpniu 1942 wrócił na front, walczył m.in. w rejonie Groznego i Ordżonikidze oraz nad Terekiem, w listopadzie 1942 został ponownie ranny. 7 maja 1943 został dowódcą 32 Gwardyjskiej Dywizji Piechoty Frontu Północno-Kaukaskiego, walczył na Kubaniu i Półwyspie Tamańskim, brał udział w operacji noworosyjsko-tamańskiej i kreczeńsko-eltigeńskiej oraz w walkach o uchwycenie przyczółka w rejonie Kerczu, w styczniu 1944 po jednej z nieudanych operacji został pozbawiony dowództwa. 2 marca 1944 został mianowany dowódcą 339 Dywizji Piechoty Samodzielnej Armii Nadmorskiej, uczestniczył m.in. w wyzwoleniu Kerczu, Teodozji, Sudaku, Ałuszty, Jałty i Sewastopola, we wrześniu 1944 wszedł z dywizją w skład 33 Armii 1 Frontu Białoruskiego. Brał udział w operacji wiślańsko-odrzańskiej i w walkach o Wartę i Odrę, a w kwietniu-maju 1945 w operacji berlińskiej (20 kwietnia 1945 został generałem majorem). W lipcu 1945 został zastępcą dowódcy 4 Gwardyjskiego Korpusu Piechoty w Grupie Wojsk Radzieckich w Niemczech, a w październiku 1945 dowódcą 47 Gwardyjskiej Dywizji Piechoty i 19 Dywizji Zmechanizowanej, od maja 1946 był starszym wykładowcą taktyki na kursach „Wystrieł”. Od listopada 1948 do października 1951 dowodził 13 Gwardyjską Dywizją Powietrznodesantową na Dalekim Wschodzie, w 1952 ukończył wyższe kursy akademickie przy Wyższej Akademii Wojskowej im. Woroszyłowa i został zastępcą dowódcy 28 Gwardyjskiego Korpusu Piechoty w Grupie Wojsk Radzieckich w Niemczech, a w maju 1956 szefem wydziału i pomocnikiem dowódcy 4 Armii Zakaukaskiego Okręgu Wojskowego, od stycznia 1959 do października 1967 był zastępcą dowódcy ds. tyłów - szefem tyłów Północnej Grupy Wojsk w Polsce (22 lutego 1963 otrzymał stopień generała porucznika), następnie zakończył służbę wojskową.

## Odznaczenia
- Złota Gwiazda Bohatera Związku Radzieckiego (7 kwietnia 1940)
- Order Lenina (7 kwietnia 1940)
- Order Żukowa (25 kwietnia 1995)
- Order Czerwonego Sztandaru (czterokrotnie, m.in. 13 grudnia 1942 i 20 listopada 1943)
- Order Suworowa II klasy (6 kwietnia 1945)
- Order Kutuzowa II klasy (25 października 1943)
- Order Wojny Ojczyźnianej I klasy (dwukrotnie - 12 maja 1944 i 11 marca 1985)
- Order Czerwonej Gwiazdy

I medale.